# غفرانك قلبي
غفرانك قلبي هي رواية للكاتبة الفلسطينية المقدسية ديما جمعة السّمان، وهي الجزء الأول لرواية هذا الرجل لا أعرفه. صدرت الرواية لأول مرة عام 2015 عن دار الجندي للنشر والتوزيع، وتقع من 224 صفحة وغلاف الرواية لوحة الربيع العربي من تصميم الفنانة المغربية أم البنين سلاوي. تتناول الرواية قضايا سياسية ومجتمعية في الوطن العربي بين الماضي والحاضر، وتتطرق إلى جوانب إنسانية وعاطفية.

## زمن ومكان الرواية
تدور أحداث الرواية في دولة عربية لكن الكاتبة لم تذكر اسم محدد، لأن القضايا الاجتماعية والسياسية في للرواية قد تتكرر في أي بلد عربي، لم تحدد الكاتبة زمن محدد ودمجت بين الماضي والحاضر، وتناولت فترة الربيع العربي.

## حول الرواية
تدور أحداث الرواية حول مجموعة من الصراعات وتبدأ بصراع طويل على الأرض بين الأب والابن ثم يمتد ليشمل العائلة بأكملها في مواجهة الحاكم الظالم، يجسد الأَخوان عثمان وعمران هذا الصراع بين العاطفة والعقل، حيث يتمسك الأول بالأرض لارتباطها بذكرى والده، بينما يرى الثاني ضرورة البحث عن أرض أكثر خصوبة، وتكون النهاية مأساوية بوفاة عثمان وحيدًا، يتواصل الصراع عبر الأجيال، حيث يواجه الجد سالم خيانة ابنه وانصرافه عن الأرض، لكنه يضع ثقته في حفيده فارس، الذي يحب الأرض، تكمن ذروة الصراع في مواجهة الجد للحاكم، إذ يرفض التنازل رغم استسلام العائلة، مما يؤدي إلى مقتله ويشعل ثورة تنتهي باستعادة الأرض، في النهاية، ينشأ صراع بين الحب والمسؤولية، حيث يضحي الحفيد وحيد بحبه لمنى التزامًا بوصية الأجداد، لكنه ينهار نفسيًا، مما يعكس رسالة الرواية حول ثقل الإرث والصراع الأزلي بين العاطفة والواجب. الرواية تحمل طابعًا رمزيًا، حيث تستوحي الكاتبة أحداثها من الربيع العربي.
تتناول الرواية مجموعة من المقارنات بين الأجيال والتطورات الاجتماعية والاقتصادية، حيث تبدأ الكاتبة بمقارنة بين جيل الشباب المتسرع والطموح، وبين جيل الشيوخ الذين يتميزون بالحكمة والصبر، كما تقدم مقارنة بين نوعين من الشباب وهما عثمان الذي يمثّل التمسك بالتقاليد والأفكار القديمة، وعمران الذي يرى أن التجديد والابتكار هما السبيل للنجاة. تتطرق الرواية أيضاً إلى العنف ضد المرأةمن الشيخ سالم الذي يلوم زوجته بسبب قلة الأبناء، مرورًا بالاعتداءات اللفظية عليها، تشمل أيضًا قضية تعليم المرأة، حيث يتم تمثيل شخصيات نسائية مثل حنان، منى، وعبير يمثلن الفئة التي تعبر عن قوة النساء في المجتمعات العربية.

## من الرواية
- أطلّ الصّبح يا قوم، لم نذق الّليلة طعما للنّوم، فجميعنا مرهقون، والعقل عن التّفكير قد كلّ وملّ، لذا أجد أنّه أصبح لزاما علينا الآن أن نفترق، يحمل كل منّا ما سمع من الأفكار، يمحّصها ويستنبط النّافع منها لنعود ونجتمع في المساء، علّ الله يهدينا إلى ما فيه خير أنفسنا.
- جيل الشّباب ومرجل القلب يدفع دما ساخنا في العروق، يبخّر الكسل ويتجاوز الصّبر، يندفع في طفرات من الحماس تلغي الحكمة والتّروي، وجيل الشّيوخ والدّم الرّاكد في العروق، ينام فيه الصّبر.. ويعشّش فيه العجز، يجترّ فيه العقل الأفكار والخبرة والتّجربة، يستخلص منها زبدة الصّواب، فالخطأ والشّعر الأبيض لا يتّفقان.[8]